# Aeroportul Internațional Philip S. W. Goldson
Aeroportul Internațional Philip S. W. Goldson (IATA: BZE, ICAO: MZBZ) este un aeroport din Belize District⁠(d), Belize ce deservește zona Belize City. Aeroportul a fost tranzitat în 2023 de 1.040.000 de pasageri. A fost deschis în 1943.
Situat la o altitudine de 5 m, aeroportul dispune de 1 pistă.

## Infrastructură

### Piste
Aeroportul dispune de o singură pistă. Pista are orientarea 07/25.